# Concejo Deliberante de la Ciudad de Salta
El Concejo Deliberante de la Ciudad de Salta es el departamento legislativo municipal de la ciudad capital de la provincia de Salta, Argentina.

## Historia
En el año 1876 el gobernador de la Provincia de Salta, Miguel Francisco Aráoz renuncia a su puesto como primer mandatario de la provincia del norte argentino. Benedicto Fresco su sucesor llama a a elecciones en 1877 y de las mismas resulta ganador el gobernador Juan Solá. Una de sus primeras medidas fue modernizar a la Ciudad de Salta, para ello crea el Honorable Concejo Deliberante de Salta mediante la Ley Orgánica de Municipalidades n.º 174 sancionada el 24 de noviembre de 1877.
Los primeros ciudadanos que fueron elegidos como concejales de la ciudad fueron: Dr. Benjamín Valdez (Presidente), Sr. Benedicto Fresco (Vicepresidente), Sr. Luis Castro, Sr. Mariano Alicedo, Dr. Arturo León Dávalos, Sr. Jorge Viso, Sr. Miguel S. Ortiz, Dr. José Álvarez, Sr. Carlos Echazú, Sr. Luis Brizuela, Sr. Eduardo Figueroa, Dr. Domingo Güemes, Dr. Manuel Landivar, Dr. Tomás Maldonado, Sr. Salustiano Sosa, Sr. Juan M. Tedín.
La ciudad fue creciendo demográficamente y  el Concejo Deliberante de Salta fue variando su número de sus integrantes, comenzando con nueve concejales y llegando a la actualidad 21 concejales, que representan a las actuales fuerzas políticas de la ciudad. Su objetivo es el de siempre: ocuparse del municipio, lo que hace que su existencia resulte fundamental para que día a día, la calidad de vida de sus habitantes sea mejor.
Los ediles siempre manifestaron predisposición a mejorar los servicios públicos de la ciudad, como la provisión de luminarias, la pavimentación de calles, y brindar soluciones al transporte público, el que en los últimos años se extendió a las localidades y departamentos del interior de la provincia, permitiendo visualizar el futuro de nuestra Capital como un área metropolitana.

## Estructura
El concejo deliberante de la Ciudad de Salta es uno de los poderes del gobierno municipal, se encarga de revisar y controlar los actos del departamento ejecutivo municipal que encabeza el Sr. Intendente. Es un órgano legislativo que crea las normas de la ciudad. Estas normas reciben el nombre de ordenanzas y el Ejecutivo municipal es el encargado de hacerlas cumplir.
Los miembros del concejo deliberante son electos a través del voto popular y cada dos años se renueva la totalidad del cuerpo. Posee su propia constitución municipal llamada Carta Orgánica que fue sancionada en 1988. Además posee un reglamento interno que establece las funciones de los sectores del concejo deliberante bajo el número de resolución 374. 
La función principal del cuerpo es administrar y controlar las actividades del Departamento Ejecutivo Municipal, además de dictar las ordenanzas municipales y aprobar el presupuesto enviado por el intendente, entre otras tareas. Los concejales tienen como principal tarea representar a los salteños y realizar proyectos que mejoren el municipio y la calidad de vida de los vecinos.
Cualquier ciudadano argentino o nacionalizado pero con una antigüedad de tres años, que además sea mayor de edad y que cuente con residencia en el ejido municipal por los dos años anteriores a la elección puede ser electo como concejal de la ciudad si es que los votos de los habitantes lo acompañan.
El concejo elige a su vez autoridades que tienen funciones específicas. Al comienzo del periodo legislativo se elige un presidente, un vicepresidente primero y un vicepresidente segundo a través del voto con mayoría simple entre los concejales. El secretario legislativo en cambio es elegido por el presidente electo pero este nombramiento debe pasar por la aprobación de los demás ediles. 
El presidente del concejo debe representar al cuerpo en todos los actos públicos en los que se haya invitado al órgano deliberativo. Debe informar a los concejales sobre toda la información que le llegue sobre diversos temas. Es quién abre las sesiones y para hacer uso de la palabra durante la misma debe ceder la presidencia al vicepresidente primero. 
El secretario legislativo es el que redacta el guion que sirve para que las sesiones lleven un orden y no sean confusas. Es además quién certifica el resultado de las votaciones del concejo. Da validez a los documentos a través de su firma, entre otras funciones específicas como velar por el cuidado de los archivos del cuerpo.

### Comisiones de trabajo
Los integrantes de las comisiones permanentes de trabajo se eligen en la primera sesión ordinaria de cada año, mientras que las comisiones de
Labor Parlamentaria, Disciplina y Juicio Político se constituirán en la Sesión Preparatoria, integrándose solo con los Presidentes de los bloques políticos.

#### Comisión de Labor Parlamentaria
La función de esta comisión es entender y aconsejar al Presidente sobre los asuntos institucionales que deben ser tratados por el concejo. Informa sobre el estado de los expedientes ingresados al Cuerpo para su tratamiento y definen los puntos a tratar en el Orden del Día.

#### Comisión de Disciplina, Juicio Político y Responsabilidad Patrimonial
Solamente la conforman los presidentes de los bloques políticos representados en el cuerpo. Le incumben los pedidos de Juicio Político que ingresan al Cuerpo y emite el dictamen respectivo a la etapa procesal oportuna, también realiza llamados de atención a alguno de los ediles por desórdenes de conducta y sugiere las medidas a adoptar.

#### Comisión de Legislación General, Derechos Humanos y Garantías Constitucionales
Realiza dictámenes sobre la modificación y aplicación de la legislación municipal, modificaciones del reglamento, conflicto entre poderes, reforma de la Carta Municipal, tratamiento de las Ordenanzas de necesidad y urgencia, y proyectos de urgente tratamiento, solicitudes de adhesión a Leyes Nacionales y Provinciales, y cualquier otro tema que por sus características no fuese propio de otra comisión.
Su objetivo es trabajar y realizar dictámenes sobre lo relativo a los derechos humanos, sugiere accionar y firmas de convenciones con organizaciones no gubernamentales o asociaciones civiles, además de ser la comisión que vela por la no vulneración de los derechos sobre todo el territorio de la capital salteña.

#### Comisión de Hacienda, Desarrollo Económico, Presupuesto y Cuentas
Realiza los dictámenes correspondientes en torno al presupuesto enviado por el intendente municipal y también sobre las cuentas generales, que incumbe a aquellas iniciativas tanto de concejales como de particulares que tengan que ver con la materia tributaria y la haciendo pública. En esta comisión es donde se apruban las exenciones de impuestos, el otorgamiento de subsidios y/o subvenciones.

#### Comisión de Obras Públicas y Urbanismo
Realiza los dictámenes correspondientes a la planificación urbana del municipio, tiene que ver con la edificación, la autorización y reglamentación de las obras arquitectónicas, sanitarias, camineras e hidráulicas de la Capital, además de velar para que los servicios elementales se hagan presente en los barrios, villas y asentamientos dentro del ejido municipal. Controla y realiza un seguimiento sobre las obras del DEM además de inspeccionar las obras realizadas por privados. Es la comisión encargada de revisar el plan de obras públicas anual y la concesión de espacios públicos.

#### Comisión de Servicios Públicos, Actividades Comerciales y Privatizaciones
Entiende sobre todo asunto vinculado con la organización, administración y prestación de los servicios públicos; realiza actividades de control en la concesión de los mismos y efectúa un seguimiento del mismo. Dictamina toda cuestión vinculada con el código de publicidad urbana.

#### Comisión de Tránsito, Transporte y Seguridad Vial
Realiza dictámenes sobre los asuntos concernientes al tránsito, tráfico y seguridad vial; transporte público y privado de personas; nomenclatura de las calles además de realizar campañas de tránsito y seguridad vial.

#### Comisión de Acción Social, Becas, Asuntos Vecinales, Organizaciones Comunitarias y Defensa del Consumidor
Se encarga de realizar dictámenes sobre las becas estudiantiles, exenciones, condonaciones, subsidios y subvenciones; y todo lo vinculado a los aspectos sociales de los centros vecinales.
Trata sobre cuestiones institucionales de los Centros Vecinales y demás asociaciones civiles; organizaciones gubernamentales y entidades afines; la defensa de los consumidores y usuarios, realizando gestiones ante todos los organismos correspondientes sobre los casos llevados al Concejo; coordinaciones de acciones con el Defensor del Pueblo.

#### Comisión de Cultura, Educación, Turismo, Relaciones Internacionales y Prensa
Es la comisión encargada de trabajar sobre las actividades culturales, artísticas y educativas de la ciudad y la relación de las instituciones mediáticas con el municipio. Es por ejemplo la encargada de controlar el gasto en pauta publicitaria que se realiza desde el DEM, velando para que se optimice el uso del dinero público. Trata todo lo vinculado a la relación económica comercial entre la Ciudad de Salta, el MERCOSUR, la ZICOSUR y el resto del contexto internacional; convenios de cooperación recíproca entre la ciudad y los distintos países que fueran potenciales inversores y/o compradores de productos y servicios salteños.

#### Comisión de Deportes, Salud, Niñez, Juventud, Tercera Edad y Recreación
A esta comisión le corresponde todas las actividades deportivas, recreativas y turísticas del municipio; torneos deportivos, organización de eventos y otros entretenimientos para los vecinos; complejos deportivos balnearios y cámpines municipales; también a la organización de colonias de vacaciones y el aprovechamiento de espacios naturales con fines deportivos y recreativos.
Es la comisión que trata temas vinculados a la salud pública, especialmente cementerios, baños públicos, mercados, comercios e industrias; todo lo relacionado con la fabricación, distribución y consumo de alimentos; problemas ocasionados por el alcohol, el tabaco y los estupefacientes; la discapacidad, integración a la comunidad y la problemática relacionada con la niñez.

#### Comisión de Medio Ambiente, Higiene y Seguridad
Es la comisión a la que le corresponde todo lo que se refiera al medio ambiente, recursos naturales y problemas de contaminación; espacios públicos; recolección de residuos, higiene urbana, preservación de espacios verdes y arbolado público; higiene y seguridad de comercios e industrias dentro de la ciudad y también la Seguridad Pública y Defensa Civil.

#### Comisión de la Mujer, Género y Diversidades
Realiza dictámenes sobre la problemática de la mujer en la Capital; la implementación de políticas de género; igualdad de derechos entre personas de diferentes sexos y edades..

## Presidentes desde la restauración de la democracia
En 1983 se logra recuperar el estado de derecho en la Argentina luego de años de una dictadura sangrienta. A partir del 10 de diciembre de ese año el concejo deliberante de la Ciudad volvió a funcionar y el cuerpo fue presidido por los siguientes ciudadanos:
| N.º | Presidente                | Partido | Partido                    | Periodo   |
| --- | ------------------------- | ------- | -------------------------- | --------- |
| 1   | José Román Piccardo       |         | Partido Justicialista      | 1983 1985 |
| 2   | Alfredo Horacio Wermuth   |         | Unión Cívica Radical       | 1985 1987 |
| 3   | Raúl César Álvarez        |         | Partido Justicialista      | 1987 1989 |
| 4   | Víctor Abelardo Montoya   |         | Partido Renovador de Salta | 1989 1991 |
| 5   | Juan Agustín Pérez Alsina |         | Partido Renovador de Salta | 1991 1993 |
| 6   | Carlos Arturo Comparada   |         | Partido Justicialista      | 1993 1994 |
| 7   | Miguel Ángel Isa          |         | Partido Justicialista      | 1994 1995 |
| 8   | Carlos Alberto Yarade     |         | Partido Justicialista      | 1995 1997 |
| 9   | Carlos Antonio Huergo     |         | Partido Renovador de Salta | 1997 1999 |
| 10  | Guillermo López Mirau     |         | Partido Justicialista      | 1999 2001 |
| 11  | Nora Giménez              |         | Partido Justicialista      | 2001 2003 |
| 12  | Álvaro Ulloa de la Serna  |         | Partido Renovador de Salta | 2003 2005 |
| 13  | Jorge Vidal Casas         |         | Partido Justicialista      | 2005 2007 |
| 14  | Gustavo Sáenz             |         | Partido Justicialista      | 2007 2009 |
| 15  | Raúl César Álvarez        |         | Partido Justicialista      | 2009 2010 |
| 16  | Matías Cánepa             |         | Partido Justicialista      | 2010 2011 |
| 17  | Tomás Rodríguez           |         | Partido Justicialista      | 2011 2013 |
| 18  | Ricardo Villada           |         | Partido Justicialista      | 2013 2017 |
| 19  | Matías Cánepa             |         | Partido Justicialista      | 2017 2019 |
| 20  | Darío Madile              |         | Partido Justicialista      | 2019 2025 |

## Conformación periodo 2023-2025
Los siguientes son los concejales de la Ciudad de Salta que juraron en diciembre de 2023, se encuentran divididos en 4 bloques políticos.
| Imagen | Concejal                   | Partido | Partido                  | Breve información |
| ------ | -------------------------- | ------- | ------------------------ | --- |
|        | Pablo Emanuel López        |         | La Libertad Avanza       | Político Presidente de la juventud del PRO de Salta entre 2019 y 2022. Concejal reelecto. Electo para el periodo 2023-2025, no presidió ninguna comisión. Se ha mostrado afin aJavier Milei. |
|        | Laura Jorge Saravia        |         | La Libertad Avanza       | Docente. Esposa de Húmberto Vázquez, exdiputado provincial.Era la vicepresidente del comité capital de la Unión Cívica Radical hasta que se paso recientemente a La Libertad Avanza. Fue reelecta para el periodo 2023-2025. Fue la vicepresidente de la Comisión de Cultura, Educación y Prensa. Es la presidente del bloque opositor. Electa para el periodo 2023-2025. Fue desplazada de la presidencia de la comisión de Acción Social y Becas.                               |
|        | Agustina Álvarez Eichele   |         | Juntos por el Cambio     | Abogada y escribana, fue asesora de la diputada nacional Virginia Cornejo y coordinadora de la cámara PyMe. Fue elegida vicepresidente segunda del cuerpo. Concejal reelecta. Electa como concejal para el periodo 2023-2027. |
|        | Ángel Horacio Ortiz        |         | Juntos por el Cambio     | Gremialista del comercio, fue concejal en el periodo 2015-2017. Encabezó la lista de concejales más votadas en las elecciones del 14 de mayo de 2023. Es miembro de la Unión Cívica Radical. Electo para el periodo 2023-2027. Vicepresidente de la comisión de Servicios Públicos. |
|        | Gonzalo Darío Nieva        |         | Juntos por el Cambio     | Es Abogado egresado de la UNT (Universidad Nacional de Tucumán), milita en el partido Frente Plural, presidido por Matías Posadas. Fue electo para el periodo 2023-2027. Presidente de la comisión de Tránsito. |
|        | Elicea Evangelina Sarapura |         | Juntos por el Cambio     | Militante del Frente Plural, es presidente de la biblioteca popular Casimiro Cobo y muchas veces representa a la Federación Salteña de Bibliotecas Populares. Resultó electa para el periodo 2023-2025. Presidente de la comisión de Medio Ambiente. |
|        | María Belén Mamaní         |         | Yo Participo             | Técnica en locución integral, periodista, productora y movilera que trabajó junto al bloque de concejales de Yo Participo desde 2019. Resultó electa para el periodo 2023-2025. Presidente de la comisión de Cultura, Educación, Prensa, Turismo, Recreación y Relaciones Interjurisdiccionales. |
|        | José García Alcázar        |         | Yo Participo             | Surgió a la vida pública tras ganar el reality Operación Triunfo Segunda Generación. Años más tarde se lanzó a la actuación y logró actuar con Flavio Mendoza en Villa Carlos Paz. Además, incursionó en el mundo del periodismo como movilero de Telefé Salta. Fue elegido por primera vez en 2019 y reeligió en 2021 y 2023. Actualmente es vicepresidente primero del Concejo Deliberante y presidente del bloque Yo Participo. Electo como concejal por el mandato 2023-2027. |
|        | José Luis Arias            |         | Yo Participo             | Miembro de Yo Participo fue elegido para el mandato 2023-2027. Está relacionado con los medios de comunicación y fue director de la radio 90.9. |
|        | Martín Gonzalo Corral      |         | Yo Participo             | Abogado. Miembro del bloque Yo Participo, fue elegido para el mandato 2023-2025. Desde el 2020 asesoraba a los concejales de su partido en materia legal. Es presidente de la Fundación de Asesoramiento a Niños y Jóvenes en Riesgo. |
|        | Guillermo Kripper          |         | Vamos por Salta          | Periodista, fue Subsecretario de Prensa en los dos primeros años de gobierno de Gustavo Sáenz. Fue el tercer candidato más votado en las elecciones del 14 de mayo de 2023. Resultó electo para el periodo 2023-2027. Presidente de Legislación General. |
|        | Darío Madile               |         | Vamos por Salta          | Ha ocupado desde 2009 cargos en la administración municipal. Fue secretario de Turismo, subsecretario de Gobierno y secretario de Ambiente y Servicios Públicos durante la gestión de Miguel Isa en la Capital. En 2017, asumió como titular de la Gerencia de Empleo de Salta. Fue elegido por sus pares como Presidente del cuerpo durante su primer mandato en 2019 y reeligió como tal en 2021 y 2023. Electo como concejal por el mandato 2023-2027.                         |
|        | Arnaldo Abel Ramos         |         | Vamos por Salta          | Hijo del dirigente sindical Eduardo Abel Ramos. Fue concejal en tres ocasiones previas a la actual. Fue Presidente de la Comisión de Obras Públicas y vicepresidente de la comisión de Servicios Públicos en el mandato inmediato anterior. Resultó electo para el mandato 2023-2025. Actualmente preside Obras Públicas. |
|        | Alicia Vargas de Anna      |         | Vamos por Salta          | Ex directora general de Administración de la Secretaría de Prensa y Comunicación de la Provincia de Salta. Concejal de mayor edad. Resultó reelegida para el mandato 2023-2027. Presidente de la Comisión de Hacienda. |
|        | Malvina Gareca             |         | Vamos por Salta          | Licenciada en Ciencias de la Educación. Referente de Mu.Ma.La. (Mujeres de la Matria Latinoamericana). Presidente de Libres del Sur. Presidente del bloque mayoritario del concejo deliberante. Electa por el mandato 2023-2027. Presidente de la Comisión de Discapacidad. |
|        | Gustavo Farquharson        |         | Vamos por Salta          | Antropólogo que supo desempeñarse como director del INADI en Salta durante los cuatro años del gobierno de Alberto Fernández. También fue Jefe de Programa Planificación y Monitoreo de Proyectos de la Secretaría de Ambiente de la Ciudad de Salta y Director de Arbolado Urbano durante la gestión como intendente de Sáenz. Electo por el mandato 2023-2025. Presidente de la Comisión de Mujeres, Género y Diversidad.                                                       |
|        | José Albornoz              |         | Vamos por Salta          | Presidente de la Federación de Cooperativas de Trabajo de Salta (Fecotrasa). Asumió en lugar de Liliana Monserrat que renunció antes de asumir. Su mandato es el de 2023-2025. Vicepresidente de la Comisión de Hacienda y Tránsito. |
|        | Eliana Chuchuy             |         | Vamos por Salta          | Periodista, supo ser concejal en el periodo 2013-2015. Además fue coordinadora en el Concejo Deliberante luego de su primer mandato. Fungía como directora general de Formación y Promoción de los Derechos Humanos en la Provincia de Salta hasta su renuncia para asumir como concejal. Electa por el periodo 2023-2025. |
|        | Paula Medici               |         | Gustavo Sáenz Conducción | Licenciada en Fonoaudiología, miembro de Fundación Voces de Esperanza. Electa por el mandato 2023-2025. Presidente de la Comisión de Acción Social, Becas y Asuntos Vecinales. |
|        | María Inés Bennassar       |         | Gustavo Sáenz Conducción | Licenciada en Kisionesiología. Fue Subsecretaria de actividad física y deporte social, adaptado, paralímpico e inclusivo durante los dos primeros años de gobernador de Gustavo Sáenz. En su primer mandato fue presidente de la comisión de Deportes y Turismo y en el segundo de Deportes y Salud. Fue reelegida para el mandato 2023-2027. |
|        | Martín "Ganso" Del Frari   |         | Salta Federal            | Fue concejal en el mandato 2017-2019, diputado provincial en 2019 y volver al concejo en 2021). Presidente de la Comisión de Servicios Públicos. |

## Conformación periodo 2021-2023
Los siguientes son los concejales de la Ciudad de Salta que juraron en diciembre de 2021, se encuentran divididos en 5 bloques políticos.
| Imagen | Concejal                    | Partido | Partido                     | Breve información |
| ------ | --------------------------- | ------- | --------------------------- | --- |
|        | Pablo Emanuel López         |         | PRO                         | Escritor, autor de la antología de cuentos "Vida de Perro", profesor de lengua y literatura. Presidente de la juventud del PRO de Salta entre 2019 y 2022. Actualmente preside la comisión de Cultura, Educación y Prensa. Autor de las ordenanzas que crean el programa municipal de formación docente, el concurso literario anual "Luis Clemente D´Jallad", la Ordenanza Lucio Dupuy para prevenir la violencia hacia la niñez, el archivo histórico digital, la obligatoriedad de exhibición de curriculum vitae a los secretarios de gobierno y la eximición del pago de la tasa de publicidad y propaganda a los nuevos emprendedores de la ciudad de salta por un periodo de dos años. |
|        | Agustina Álvarez Eichele    |         | PRO                         | Abogada y escribana, fue asesora de la diputada nacional Virginia Cornejo y coordinadora de la cámara PyMe. Tiene 28 años. Preside la comisión de derechos humanos. |
|        | Gregoria "Gogui" Villanueva |         | PRO                         | Referente barrial de Villa Floresta, antes de asumir como concejal comenzó a ayudar a sus vecinos con el merendero Ricitos de Oro. Su intención como concejal fue representar a los vecinos de su barrio que pasaban muchas necesidad. Asumió por dos sesiones en reemplazo de José Gauffin que asumió como diputado provincial. |
|        | Eduardo Virgili             |         | Ahora Salta                 | Productor audiovisual. Acompaña a Alfredo Olmedo desde 2011 y es miembro fundador de Ahora Patria. Presidente de la comisión de tránsito y seguridad vial. |
|        | Maria Emilia Orozco         |         | Ahora Salta                 | Licenciada en Ciencias de la Comunicación, es una de las fundadores de Ahora Patria. Asumió tras la renuncia del concejal Ariel Flores luego de la condena que este recibió. Reeligió como concejal el 15 de agosto de 2021 tras ir cuarta en la lista de Juntos por el Cambio+ encabezada por José Gauffin. Preside la comisión de la mujer y la juventud, además de ser vicepresidente en las comisiones de salud y de acción social. |
|        | Laura Jorge Saravia         |         | Unión Cívica Radical        | Docente. Esposa de Húmberto Vásquez, exdiputado provincial. Actualmente es la vicepresidente del comité capital de la Unión Cívica Radical. Es la vicepresidente de la Comisión de Cultura, Educación y Prensa. Creadora de la Ordenanza que crea los Premios Carmen Evelia Murillo, docente asesinada mientras protegía a sus estudiantes en una escuela albergue. |
|        | Ana Paula Benavides         |         | Partido Salta Independiente | Abogada, posee su propio estudio jurídico Benavides. Recibida de la Universidad Católica de Salta. Se dedica al Derecho del Consumidor, Civil y Comercial. Posgrado en Argumentación Jurídica - Católica de Salta – Argentina. Actualmente es la vicepresidente segunda del concejo deliberante, preside además la comisión de legislación general. |
|        | José García Alcázar         |         | Siempre por Salta           | Surgió a la vida pública tras ganar el reality Operación Triunfo Segunda Generación. Años más tarde se lanzó a la actuación y logró actuar con Flavio Mendoza en Villa Carlos Paz. Además, incursionó en el mundo del periodismo como movilero de Telefé Salta. Fue elegido por primera vez en 2019 y reeligió en 2021. Actualmente es presidente del bloque Siempre por Salta compuesto por diez concejales siendo el bloque mayoritario. Preside la comisión de servicios públicos. |
|        | Alicia Vargas de Anna       |         | Siempre por Salta           | Ex directora general de Administración de la Secretaría de Prensa y Comunicación de la Provincia de Salta. Concejal de mayor edad. |
|        | Freddy Constanzo            |         | Siempre por Salta           | Puntero político relacionado con Gustavo Sáenz. Fue el encargado de la pileta Juan Domingo Perón ubicada frente a Plaza Alvarado durante muchos años. |
|        | Guillermo Kripper           |         | Siempre por Salta           | Periodista, fue Subsecretario de Prensa en los dos primeros años de gobierno de Gustavo Sáenz. Vicepresidente de la comisión de ambiente. |
|        | Darío Madile                |         | Siempre por Salta           | Ha ocupado desde 2009 cargos en la administración municipal. Fue secretario de Turismo, subsecretario de Gobierno y secretario de Ambientes y Servicios Públicos durante la gestión de Miguel Isa en la Capital. En 2017, asumió como titular de la Gerencia de Empleo de Salta. Fue elegido por sus pares como Presidente del cuerpo durante su primer mandato en 2019 y reeligió como tal en 2021 con un cuerpo de concejales nuevo. |
|        | María Inés Bennassar        |         | Siempre por Salta           | Licenciada en Kisionesiología. Fue Subsecretaria de actividad física y deporte social, adaptado, paralímpico e inclusivo durante los dos primeros años de gobernador de Gustavo Sáenz. Presidente de la comisión de Deportes y Turismo. |
|        | Arnaldo Abel Ramos          |         | Siempre por Salta           | Hijo del dirigente sindical Eduardo Abel Ramos. Fue concejal en dos ocasiones previas a la actual. Presidente de la Comisión de Obras Públicas y vicepresidente de la comisión de Servicios Públicos. |
|        | Ignacio Palarik             |         | Siempre por Salta           | Referente de Barrios de Pie, conocido por los cortes de calle y ollas populares. Pertenece a Libres del Sur aunque fue electo por Primero Salta. Presidente de la Comisión de Asuntos Vecinales. |
|        | Malvina Gareca              |         | Siempre por Salta           | Licenciada en Ciencias de la Educación. Referente de Mu.Ma.La. (Mujeres de la Matria Latinoamericana). Presidente de Libres del Sur aunque fue electa por Primero Salta. Presidente de la comisión de Acción Social. Autora de la ordenanza de gestión menstrual municipal |
|        | Jorge López Mirau           |         | Siempre por Salta           | Asumió en reemplazo de Marianela Pérez. Miembro de la familia López Mirau que tuvo un intendente, Guillermo López Mirau, un juez de faltas, Guillermo López Mirau (h) y una jueza de la corte, Adriana Rodríguez de López Mirau. Actualmente es vicepresidente de la comisión de tránsito. |
|        | Soledad Gramajo             |         | Por Salta                   | Abogada, exjueza de faltas y exsubsecretaria de Acceso a la Justicia durante la gobernación de Juan Manuel Urtubey. Su asunción estuvo cargada de polémicas ya que se la escrachó nacionalmente por haber conducido ebria sobre la falda de un hombre durante el desempeño de su cargo como jueza de faltas. Preside la comisión de salud, infancia y tercera edad. |
|        | Alberto Salim               |         | Unión Cívica Radical        | Docente. Fue concejal durante el período 2015-2017. Preside el bloque de la Unión Cívica Radical. Preside la comisión de medio ambiente, higiene y seguridad. |
|        | Carolina Am                 |         | Primero Salta               | Es una de las fundadoras del Partido Primero Salta referenciado en el ministro Ricardo Villada. Fue Subsecretaria de Participación Ciudadana durante los dos primeros años de la gobernación de Gustavo Sáenz. Preside la Comisión de Hacienda y rompió con el bloque Unidos por Salta formando su propio monobloque. |

### Concejales que no finalizaron mandato 2021-2023
| Imagen | Concejal              | Partido | Partido                                 | Breve información |
| ------ | --------------------- | ------- | --------------------------------------- | --- |
|        | José Gauffin          |         | PRO - Interbloque Juntos por el Cambio+ | Es ingeniero en construcciones, fue presidente de COPAIPA, había sido concejal en el periodo 2001-2003 por el PRS. Fue concejal entre 2001-2003 y 2019-2021. En las elecciones del 15 de agosto de 2021 fue el concejal más votado de la categoría. Fue el vicepresidente primero del concejo deliberante y presidente de la comisión de comercio y relaciones interjurisdiccionales. Renunció en noviembre de 2023 para asumir como diputado provincial. |
|        | Ricardo "Pitu" Colque |         | Partido Salta Independiente             | Ciclista con varios reconocimientos. Hijo de un exdirigente radical. Fue candidato en 2017 y 2019 por Rosario de Lerma y en 2021 fue electo por Salta capital. Fue vicepresidente de la comisión de deportes. Entre el domingo 14 y lunes 15 de agosto de 2022 se denunció públicamente que Colque habría golpeado a su mujer, además de amenazarla y echarla del domicilio tras una escena de celos. Tras el llamado al 911 el ministerio público fiscal inició una causa contra Colque catalogada como lesiones leves agravadas por el vínculo más violencia de género. El Concejo Deliberante de la Ciudad de Salta lo convocó en reiteradas ocasiones sin asistir a ninguna de las convocatorias por lo tanto la comisión de disciplina, juicio político y responsabilidad patrimonial dictaminó excluirlo del cuerpo. Durante la sesión especial Colque se apersonó en el Concejo Deliberante y el cuerpo pidió un cuarto intermedio para escucharlo. Ricardo se declaró inocente pero el cuerpo de todas maneras decidió excluirlo de forma unánime, incluyendo a la concejal de su bloque, Ana Paula Benavides. |
|        | Marianela Pérez       |         | Unidos por Salta                        | Exempleada de la cooperadora asistencial y del ministerio de salud de la provincia. Trabajó como concejal dos meses, renunció el 1 de febrero de 2022 para ser nombrada en el ministerio de desarrollo social de la provincia de Salta. |

## Conformación periodo 2019-2021
Los siguientes son los concejales de la Ciudad de Salta que culminaron su mandato en diciembre de 2021, se encontraban divididos en 10 bloques políticos. Además hubo un interbloque llamado Identidad Salteña. espacio que respondió al gobernador Gustavo Sáenz.
| Imagen | Concejal              | Partido | Partido                     | Breve información |
| ------ | --------------------- | ------- | --------------------------- | --- |
|        | Maria Emilia Orozco   |         | Ahora Patria                | Licenciada en Ciencias de la Comunicación, tiene 32 años y fue una de las fundadores de Ahora Patria. Asumió tras la renuncia del concejal Ariel Flores luego de la condena que este recibió. Integra las comisiones de Acción Social y Becas; Cultura, Educación y Prensa; Deportes, Turismo y Recreación; Salud y Niñez; y Asuntos Vecinales, Organizaciones Comunitarias y Defensa del Consumidor. Siendo vicepresidente de la comisión de Salud y Niñez |
|        | Ana Paula Benavides   |         | Partido Salta Independiente | Abogada, posee su propio estudio jurídico Benavides. Recibida de la Universidad Católica de Salta. Se dedica al Derecho del Consumidor, Civil y Comercial. Posgrado en Argumentación Jurídica - Católica de Salta – Argentina. |
|        | Gabriel Carrizo Bazán |         | Partido Salta Independiente | Asumió por dos sesiones luego de la renuncia de Susana Pontussi para asumir como Interventora de Espacios Públicos. Pertenece al partido de los hermanos Felipe Biella y Bernardo Biella. |
|        | Ángel Causarano       |         | Un Cambio para Salta        | Concejal reelecto. Este será su segundo mandato. Su actividad privada está vinculada con un molino de sal y en el mercado COFRUTHOS donde fue presidente durante cinco años. Preside la comisión de Hacienda, Presupuesto y Cuentas. Actualmente es el vicepresidente primero del cuerpo. |
|        | José Gauffin          |         | PRO Salta                   | Es ingeniero en construcciones, fue presidente de COPAIPA, había sido concejal en el periodo 2001-2003 por el PRS. Actualmente preside la Comisión de Obras Públicas y Urbanismo. En las elecciones PASO acompañó la candidatura de Martín Grande para Intendente. |
|        | Candela Correa        |         | Todos por Salta             | Profesora de Fitness e Influencer en Salta. Dueña de su propio gimnasio “Ritmo Fitness”. Preside la comisión de Deportes, Turismo y Recreación. |
|        | Rosa Herrera          |         | Partido Propuesta Salteña   | Coplera, supo ser concejal por el periodo 1993-1995 por el PRS. Volvió a ser concejal entrando en la lista del PRO aunque luego conformó el bloque del PPS. Preside la comisión de Cultura, Educación y Prensa. |
|        | José García Alcázar   |         | Yo participo                | Surgió a la vida pública tras ganar el reality Operación Triunfo Segunda Generación. Años más tarde se lanzó a la actuación y logró actuar con Flavio Mendoza en Villa Carlos Paz. Además, incursionó en el mundo del periodismo como movilero de Telefé Salta. Es vicepresidente de la comisión de servicios públicos. |
|        | Florencia Mora        |         | Yo participo                | Es una de las fundadoras de la actividad Payamédicos en Salta, es mamá, payamedica y asistente paramédico. Preside la comisión de Salud y Minorías. |
|        | Silvana Sánchez       |         | Yo participo                | Licenciada en Ciencias Biológicas de la Universidad Nacional de la Patagonia asumió el 1 de septiembre de 2021 tras la renuncia de Jorge Altamirano para asumir como secretario de protección ciudadana. |
|        | Francisco Benavidez   |         | Salta tiene Futuro          | Exintegrante del grupo folclórico de Los Yacones. Hasta el momento, se desempeñó como empleado de la Municipalidad de Salta. Es su primera experiencia en el ámbito legislativo. Fue vicepresidente de la comisión de Obras Públicas y Urbanismo durante el 2020 y en 2021 le arrebató la presidencia de la misma a José Gauffin. |
|        | Liliana Monserrat     |         | Salta tiene Futuro          | Histórica empleada del Concejo Deliberante, pertenece al espacio del gobernador Gustavo Sáenz. Preside la comisión de medio ambiente, higiene y seguridad. |
|        | Darío Madile          |         | Salta tiene Futuro          | Ha ocupado desde 2009 cargos en la administración municipal. Fue secretario de Turismo, subsecretario de Gobierno y secretario de Ambientes y Servicios Públicos durante la gestión de Miguel Isa en la Capital. En 2017, asumió como titular de la Gerencia de Empleo de Salta. Fue elegido por sus pares como Presidente del cuerpo. |
|        | Romina Arroyo         |         | Salta tiene Futuro          | Licenciada en Comunicaciones Sociales, egresada de la Universidad Nacional de Córdoba. Periodista. Se convirtió en la primera mujer en ser árbitro internacional de boxeo en su país. Será su tercer período como concejal de la Capital. En 2013 comenzó con su carrera política cuando fue elegida Concejal de Salta (capital) para los periodos 2014-1015 y luego reelecta para los años 2016-2017 y 2017-2019. Preside la comisión de mujer y juventud. |
|        | Raúl Córdoba          |         | Salta tiene Futuro          | Es su segundo mandato como concejal. En su primera gestión entró por la Unión Cívica Radical y en esta ocasión por el Partido Identidad Salteña del Frente Sáenz Gobernador. Además es uno de los fundadores de la Comisión de Familiares contra la Impunidad. Es vicepresidente de la comisión de Tránsito, Transporte y Seguridad Vial. |
|        | Julio César Romero    |         | Salta tiene Futuro          | Joven emprendedor. Dedicado al trabajo social, supo ser parte del equipo de trabajo del Diputado Nacional Pablo Kosiner. Es vicepresidente de la comisión de Acción Social y Becas y la comisión de Medio Ambiente, Higiene y Seguridad. |
|        | Santiago Alurralde    |         | Salta tiene Futuro          | Licenciado en Comunicación de la UNSA, ingresó tras la renuncia del concejal Alberto Castillo. Preside la comisión de Tránsito, Transporte y Seguridad Vial. |
|        | Abel Moya             |         | Salta tiene Futuro          | Canillita, a los seis años arrancó repartiendo diarios. Supo ser parte del Concejo Deliberante por el Partido de la Victoria durante el período 2013 – 2015, intentó volver en el 2017 pero no lo logró. Preside la comisión de asuntos vecinales, organizaciones comunitarias y defensa del consumidor. |
|        | Nicolás Kripper       |         | Salta nos Une               | Abogado, exbecario JICA, fue subsecretario de Tránsito y Prevención y en el ejercicio de su mandato dio positivo a un test de alcoholemia. También fue secretario de protección ciudadana hasta su renuncia para asumir como concejal de la ciudad de salta. |
|        | Laura García          |         | Frente de Todos             | Miembro del Partido de la Victoria fue elegida vicepresidente segunda del cuerpo. Preside la comisión de acción social y becas y la comisión de comercio internacional. |
|        | Fernando Ruarte       |         | Frente de Todos             | Abogado y músico. Militante del Frente de Todos y de La Cámpora Salta. Preside la comisión de derechos humanos y garantías constitucionales. |

### Concejales que renunciaron durante el periodo 2019-2021
| Imagen | Concejal         | Partido | Partido            | Breve información |
| ------ | ---------------- | ------- | ------------------ | --- |
|        | Ariel Flores     |         | Ahora Patria       | Comediante salteño, forma parte del dúo “Los buscados del Humor”. Fue parte del bloque del partido de Alfredo Olmedo. Fue vicepresidente de la comisión de Salud y Minoridad. Renunció a su banca como concejal el 31 de marzo tras ser condenado por un robo en grupo realizado en el barrio Calixto Gauna en el año 2018. |
|        | Alberto Castillo |         | Frente Ciudadanos  | Abogado, era su tercer mandato como concejal, en 2015 y 2017 fue elegido a través del PRO. En el año 2019 rompe con ese partido y fue el candidato del Frente Olmedo Gobernador siendo el concejal más votado y logró cuatro bancas para el espacio. Una vez asumida nuevamente su banca renunció para ser presidente de la empresa de Recursos Energéticos y Mineros de Salta (REMSA) en el gobierno provincial de Gustavo Sáenz y fue sucedido por Santiago Alurralde. |
|        | Frida Fonseca    |         | Salta tiene Futuro | Antes de asumir la banca se desempeñaba como comisionada a cargo de la defensoría del pueblo de la Ciudad en la órbita municipal. Previamente ocupó cargos en el Ejecutivo Municipal en la gestión de Miguel Isa. Fue candidata a diputada provincial por Capital en las elecciones del 2017 aunque no ingresó y supo ser concejal desde 2013 a 2017 durante tres períodos consecutivos. Es presidente de la comisión de legislación general y peticiones. Renunció para asumir como secretaria de gobierno de la municipalidad de Salta bajo la intendencia de Bettina Romero. |
|        | Jorge Altamirano |         | Salta nos Une      | Periodista, fue elegido por el Partido FE. Es el coordinador de Medios de la Universidad Nacional de Salta. Conduce el programa Ser Universitario en Canal 10. Acompañó la lista de Bettina Romero a Intendente de la Capital. Renunció para ser secretario de protección ciudadana en la intendencia de Bettina Romero. |
|        | Susana Pontussi  |         | PARES              | Expresidente del Comité Capital del Partido Renovador de Salta. Obtuvo la banca a través del Frente Olmedo Gobernador. Su último cargo fue subsecretaria de Servicios Públicos y Medio Ambiente de la Municipalidad, durante la gestión de Miguel Isa en 2014. Presidió la comisión de Servicios Públicos, actividades comerciales y privatizaciones, además de ser vicepresidente de las comisiones de la mujer y hacienda. Es hija del exintendente Ennio Pontussi. Renunció para asumir como Interventora de Espacios Públicos de la Municipalidad de Salta.                 |

## Conformaciones del cuerpo desde 1983
Desde la recuperación del Estado de Derecho, luego de ocho años de dictadura, y a partir del 10 de diciembre de 1983 Salta volvió a tener concejales en la capital provincial. Los ciudadanos que fungieron como concejales desde entonces son los siguientes:
Período 1983 - 1985 - Presidente: Piccardo, José Román. Miembros: Loaiza, Héctor Eduardo; Juncosa, Francisco; Comparada, Juan Carlos; Latnik, Boris; James, Alejandro Selim; Sanguedolce de Sly, Blanca; Solá Ernesto Victorino; Vázquez de Peki, Flora E.-
Período 1985 - 1987 - Presidente: Wermuth, Alfredo Horacio; Miembros: Acuña de Macedo Ana María; Álvarez, Raúl César; Galli, Emilio Adán; Martínez, Raúl; Orozco, Juan Carlos; Pellejero, Rodolfo Rubén; Ramos, Marta Celsa; Rivero, Gladis Sara.-
Período 1987 - 1989 - Presidente: Álvarez, Raúl César; Miembros: Cajal, Carlos Guillermo; Álvarez, Clemencio Marcial; Canela de Morales, Susana; Cari, Enrique Néstor; Castañares, María Tusnelda; Cervantes, Juan Carlos; Chacón Dorr, Blanca Irene; Dib Ashur; José Antonio; Elías, Florencio Gustavo; Estrada, Segundo Rafael; Fernández García, Eduardo Esteban; Honecker, Jorge José; Peyret, Néstor Alfredo; Reynoso, Carlos Roberto; Rubio, Raúl; Sángari, Eduardo R (Nunca asumió).; Soto, Manuel Angel; Vieyra, Osvaldo Gerardo.-
Período 1989 - 1991 - Presidente: Montoya, Víctor Abelardo; Miembros: Benedicto, Roberto José; Cajal, Carlos Guillermo; Cari, Enrique Néstor; Estrada, María Rosa; Estrada, Rafael Segundo; Lipinski, Eduardo; López Mónico María Isolina; Magadán, Fernando; Morales González, Pedro; Ortiz, Augusto Nacianceno; Pérez Alsina, Juan Agustín; Ramos, José Alberto; Ríos, Margarita; Rivera, Edgar Ariel; Rueda, Roque; Solá, Ernesto Victorino; Torres, Juan José.-
Período 1991 - 1993 - Presidente: Pérez Alsina, Juan Agustín; Miembros: Alemán, Raúl Marcelo; Álvarez, José Laudino; Bazán, Beatriz Mery; Comparada; Carlos Arturo; Guzmán, Julio A.; Herrera, Rosa; Honecker, Jorge José; Jáuregui; Juan Francisco; Lipinski, Eduardo; López, Virginia del Valle; López Mónico, María Isolina; Malvasi, Francisco; Palma, Augusto Alberto; Ramos, Luis Roberto; Rodríguez; Modesto César; Russo, Víctor Hugo; Sosa Catala, Hugo Francisco; Villazón, Raúl Constantino.-
Período 1993 - 1995 - Presidente:  Comparada, Carlos Arturo (1993-1994); Isa, Miguel Ángel (1994-1995); Miembros: Antonelli, Eduardo (Renunció a los pocos meses de asumir); Castellanos, Edgard Renán; Chávez Toledo, Roberto Fernando; Daza, Pedro Antonio; Durand Cornejo, Guillermo; Flores, Humberto; García Gambetta, Reynaldo; López, Eduardo Adolfo; Martín, Eduardo Ángel; Molinatti; Néstor Humberto; Montaldi, Gerardo Augusto; Pérez, Adriana del Valle; Pérez Alsina, Juan Agustín; Sangari, Eduardo; Saravia Ernesto; Saravia Toledo, Wenceslao; Sosa Catala, Hugo Francisco; Torres, Edgardo Rubén; Varg de Nioi, María Silvia. -
Período 1995 - 1997 - Presidente: Yarade, Carlos Alberto; Miembros: Alarcón Monteros; Gustavo Daniel; Becker, Teodoro Alejandro; Borelli de Peretti, Alicia; Chaneton, Juan Carlos; Díaz Cornejo, Sara; Figueroa, Francisco José; Hinojo de Angulo, María del Carmen; Isa, Miguel Ángel; Mazzaglia, Rolando; Monzo, Cristián; Moreno; Sergio Gastón; Ortín, Eduardo Ángel; Pérez, Amalia Haydee; Quipildor, Tania Analía; Ruberto Sáenz, Gustavo Adolfo; Saravia Alia, Diego; Soto, Osvaldo René; Ulloa de la Serna, Álvaro; Velarde, Fanny; Vieyra, Osvaldo Gerardo.-
Período 1997 - 1999 - Presidente: Huergo, Carlos Antonio; Miembros: Alarcón Monteros, Daniel Gustavo; Chaneton, Juan Carlos; Córdoba de Figueroa, Lidia; Isa, Miguel Ángel; Laconi, Eduardo Francisco; López, Carlos Alberto; López Luis Raúl; Montaldi, Rita Elena; Monzo, Cristian; Ortín, Eduardo Ángel; Pérez, Amalia Haydee; Pontussi, Susana Elvira; Puig, Alfredo Gustavo; Quiroga Skala, Rosa María; Ruberto Sáenz, Gustavo Adolfo; Siares, Mario René; Velarde, Fanny; Vieyra, Osvaldo Gerardo; Vittar, Sergio Fabián; Zuretti, Alfredo.-
Período 1999 - 2001 - Presidente: Luis Guillermo López Mirau; Miembros: Cánepa, Matías Antonio; Figueroa, Mirta Alicia; Giménez, Nora del Valle; Isa, Miguel Ángel; Marocco, Antonio Oscar; Medina, Rodolfo Daniel; Montaldi, Rita Elena; Palacios, Juan Alberto; Ruberto Sáenz, Gustavo Adolfo; Alarcón Monteros, Daniel Gustavo; Dellmans, Juan Félix; Gómez, Alejandro Enrique; Huergo, Carlos Antonio; López, Carlos Alberto; Paniagua de Nagy, Gloria Irene; Pontussi, Susana Elvira; Soto, Estela Noemí; Vittar, Sergio Fabián.-
Período 2001 - 2003 - Presidente: Nora del Valle Giménez, Miembros: Abilés, María Silvina; Ale, Anise; Cánepa, Matías Antonio; Capellán, Guillermo; Del Plá, Claudio Ariel; Díaz, Roberto Enrique; Fiore Viñuales, María Cristina; Gauffín, José Miguel; Guaymás, Jorge Antonio; Machuca, Fausto Ponciano; Monzo, Rodrigo César; Paniagua de Nagy, Gloria Irene; Pantoja, Sergio Edgardo; Peyret, Néstor Alfredo; Ramos, Alicia; Rodríguez, Tomás Salvador; Ruberto Sáenz, Gustavo Adolfo; Saravia, Marcelo Omar; Ulloa de la Serna, Álvaro.-
Período 2003 - 2005 - Presidente: Álvaro Ulloa, Miembros: Nora del Valle Giménez, Susana Pontussi; Marcelo Guerrero; Jorge Guaymás; Normando Zúñiga; Irma Silva; Gustavo Saravia; Víctor M. López; Fernando Esteban; Gloria Paniagua de Nagy; Juan Carlos Cervante; Fiore Viñuales, María Cristina; Celia Machaca; Adriana Galeano; Carlos Marín; Roberto Néllelssen; Edita Cleverie; Patricia Poblete; Javier Ricardo Diez Villa; Mauricio San Millán; Julio Quintana.-
Período 2005 - 2007 - Presidente: Jorge Edgar Vidal Casas, Miembros: Álvaro Ulloa de la Serna; Cristina Inés Foffani; Mirta Gladys Isa; Nicolás Jovanovics; Alberto Pedro Serrudo; Julio Oscar Quintana; Carlos Fernando Morello; Virginia del Valle López; Fernando Guido Giacosa; Nora Beatriz Ríos; Carlos Alejandro López; María Cristina Mariani; Tomás Salvador Rodríguez; Carlos Rubén Marín; Arminda Sánchez Choque, Fernando Echazú Russo; Gustavo Rubén Cacilia; María Cristina del Valle Fiore Viñuales, Elena Raquel Pérez de Llaya; Diego Enrique Toro.-
Período 2007 - 2009 - Presidente: Gustavo Sáenz, Miembros: Cristina Inés Foffani; Mirta Gladys Isa; Alberto Pedro Serrudo; Fernando Guido Giacosa; Nora Beatriz Ríos; María Cristina Mariani; Tomás Salvador Rodríguez; Gustavo Rubén Cacilia; María Cristina del Valle Fiore Viñuales, Juan Carlos Cervante; Edita Claverie; Eduardo Antonio Isasmendi; Elva del Rosario Magno; Cristian Roberto Monza; Marcelo Oliver; Arnaldo Abel Ramos; Diego Saravia Alia; Oscar Yáñez, Elsa Alcira Rossi; Hugo Ignacio Llimós.-
Período 2009 - 2011 - Presidente: Raúl César Álvarez (2009-2010); Cánepa Matías Antonio (2010-2011), Miembros: Mirta Gladys Isa; Alberto Pedro Serrudo; Tomás Salvador Rodríguez; Marcelo Oliver; Viviana Beatriz Ávila; Ariel Eduardo Burgos; Irene Soler; Roque Arturo Rueda Torino; Carlos Humberto Saravia; Gladys Beatriz Tinte; Aroldo Jesús Tonini; Luis Guillermo Vaca; Gabriela Angelina Cerrano; Norma Elizabeth Colpari; Lucrecia Celeste Lambrisca; Virginia del Valle López; Raúl Romeo Medina; Azucena Miriam Pinto; María del Socorro Villamayor.-
Período 2011 - 2013 - Presidente: Tomás Salvador Rodríguez, Miembros: Raúl César Álvarez, Miguel Martín Ávila, Sergio Emiliano Godoy, Sergio Gustavo Castro, Amanda María Frida Fonseca Lardies, Victor Hugo Sumaria Saavedra, Arnaldo Abel Ramos, María Silvina Abilés, Zulma Noemí Pedraza y Martín Miguel Poma Ovejero, Aroldo Jesús Tonini; Ángela Di Bez; Martín Pérez Estrada; Carlos Raúl Zapata, Raúl Romeo Medina, María del Socorro Villamayor,  Ariel Eduardo Burgos, Lucrecia Celeste Lambrisca, Gabriela Angelina Cerrano y Arturo César Alberto Borelli.-
Período 2013 - 2015 - Presidente: Ricardo Villada Miembros: Arturo Borelli, Tomás Salvador Rodríguez, Mirta Hauchana, Rodrigo Tolaba, Matías Cánepa, Ángela Di Bez, Abel Moya, Marta Martín, Eliana Chuchuy, Rodolfo Burgos, Jorgelina Franco, Gastón Galindez, Romina Arroyo, José Britos, Socorro Villamayor, Mario Moreno, Fernando Echazú, Valeria Jorqui, Cristian Pereyra, Frida Fonseca.
Período 2015 - 2017 - Presidente: : Ricardo Villada Miembros: David Leiva, Frida Fonseca, Cristina Foffani, Matías Cánepa, Virginia Cornejo, Romina Arroyo, Ángel Ortiz, Luis Hosel, Gustavo Serralta, Mirta Hauchana, Ignacio González, Andrés Suriani, Lihué Figueroa, Ángela Di Bez, Gastón Galindez, José Britos, Socorro Villamayor, Alberto Salim, Mario Moreno, Alberto Castillo.
Período 2017 - 2019 - Presidente: Matías Cánepa Miembros: David Leiva, Nora Pussetto, Cristina Foffani, Jacqueline Cobo, Raúl Córdoba, Romina Arroyo, Ángel Causarano, Martín Del Frari, Ernesto Alvarado, Luis López, Rosa Herrera, Santiago Alurralde, Lihué Figueroa, Ricardo Passarell, Claudia Serrano, Mariana Reyes, Socorro Villamayor, Sandra Vargas, Mónica Torfe, Alberto Castillo.
Período 2019 - 2021 - Presidente: Darío Madile Miembros: José Miguel Gauffin, Rosa Herrera, Candela Correa, Julio Romero, Francisco Benavidez, Liliana Monserrat, Ángel Causarano, Frida Fonseca (Renunció el 20 de agosto de 2021), Nicolás Kripper (Reemplazó a Fonseca el 1 de septiembre de 2021), Abel Moya, José García Alcázar, Florencia Mora, Jorge Altamirano (Renunció el 20 de agosto de 2021), Silvana Sánchez (Reemplazó a Altamirano el 1 de septiembre de 2021), Fernando Ruarte, Laura García, Romina Arroyo, Raúl Córdoba, Alberto Castillo (Renunció el 19 de diciembre de 2019), Santiago Alurralde (Reemplazó a Castillo el 30 de diciembre de 2019), Susana Pontussi (Renunció el 29 de octubre de 2021), Gabriel Carrizo Bazán (Asumió el 17 de noviembre de 2021), Ariel Flores (Renunció el 31 de marzo de 2021), María Emilia Orozco (reemplazó a Flores desde el 12 de abril de 2021), Ana Paula Benavides.
Período 2021 - 2023 - Presidente:  Darío Madile Miembros: José Miguel Gauffin (renunció el 16 de noviembre de 2023), Gregoria Villanueva (asumió el 21 de noviembre de 2023), Agustina Álvarez Eichele, Eduardo Virgili, María Emilia Orozco, Pablo Emanuel López, Guillermo Kripper, Marianela Pérez (renunció el 1 de febrero de 2022), Jorge López Mirau (Asumió el 11 de febrero de 2022), "Freddy" Costanzo, Alicia Vargas, Malvina Gareca, Arnaldo Abel Ramos, Carolina Am, Ignacio Palarik, José García Alcázar, María Inés Bennassar, Ana Paula Benavides, Ricardo Colque (Expulsado del cuerpo el 22 de agosto de 2022), Franco Biella (Asumió el 22 de febrero de 2023), Soledad Gramajo, Alberto Salim, Laura Jorge Saravia.